# Brownville (hrabstwo Jefferson)
Brownville – wieś w Stanach Zjednoczonych, w stanie Nowy Jork, w hrabstwie Jefferson.